# Odstín

Odstíny barev.

Odstín je základní vlastnost barvy, podle níž též barvy povětšinou pojmenováváme (zelená, žlutohnědá, vínová). Podle jiné definice představuje odstín vlastnost barvy umožňující nám vnímání její dominantní vlnové délky. Dalšími vlastnostmi barvy jsou jas a sytost, které ovšem, nedosahují-li extrémních hodnot, jsou pro rozpoznávání barev spíše doplňkové.
Změna odstínu je pohyb po spektru barev.